# Orsk (Polska)
Orsk – wieś w Polsce położona w województwie dolnośląskim, w powiecie lubińskim, w gminie Rudna.

## Podział administracyjny
W latach 1975–1998 miejscowość administracyjnie należała do województwa legnickiego.

## Przemysł
Od 1979 roku we wsi działa Huta Miedzi "Cedynia" wchodząca w skład Legnicko-Głogowskiego Okręgu Miedziowego. 

## Lądowisko
W roku 1996 otwarto we wsi sanitarno-dyspozycyjne lądowisko, należące obecnie do przedsiębiorstwa Pol-Miedź Trans.

## Zabytki
Do wojewódzkiego rejestru zabytków wpisane są:
- zespół pałacowy, z XVII–XIX w.
  - pałac
  - park